# Jeuss

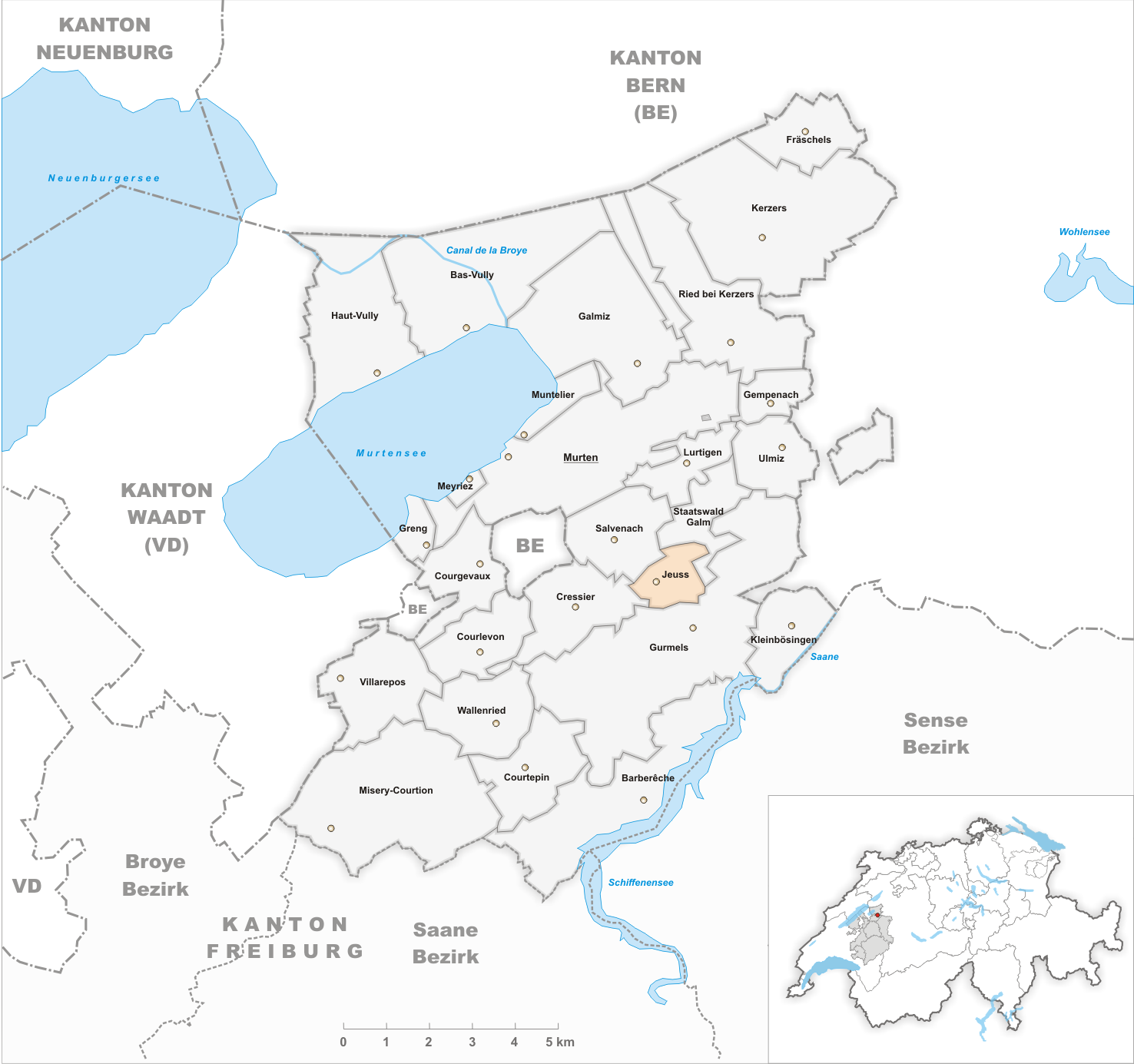
Gemeindestand vor der Fusion am 1. Januar 2016

Jeuss (französisch Jentes; Freiburger Patois Dyintèⓘ) war bis am 31. Dezember 2015 eine politische Gemeinde im Seebezirk (französisch: District du Lac) des Kantons Freiburg in der Schweiz. Am 1. Januar 2016 fusionierte Jeuss zusammen mit Courlevon, Lurtigen und Salvenach mit der Gemeinde Murten.

## Geographie
Jeuss liegt auf 544 m ü. M., viereinhalb Kilometer südöstlich des Bezirkshauptortes Murten (Luftlinie). Das Strassendorf erstreckt sich am Nordrand der breiten Talniederung der Biberen, am Südrand des Galmwaldes, im nördlichen Freiburger Mittelland.
Die Fläche des 1,8 km² grossen ehemaligen Gemeindegebiets umfasst einen Abschnitt der vom eiszeitlichen Rhonegletscher überformten Molassehöhen zwischen dem Murtensee und dem Saanetal. Die südliche Grenze verläuft entlang der hier kanalisierten und begradigten Biberen. Von hier erstreckt sich der Gemeindeboden nach Norden über die Biberematte (bis zu 1 km breite flache Talebene) und auf die angrenzenden Höhen im Galmwald. Am Waldrand des Ober-Eichelrieds bei Galmguet wird mit 590 m ü. M. der höchste Punkt von Jeuss erreicht. Von der Gemeindefläche entfielen 1997 8 % auf Siedlungen, 10 % auf Wald und Gehölze und 82 % auf Landwirtschaft.
Zu Jeuss gehören das Gehöft Galmguet (582 m ü. M.) am Südhang von Ober-Eichelried sowie einige Einzelhöfe. Nachbargemeinden von Jeuss waren Gurmels, Cressier und Salvenach sowie das keiner Gemeinde zugehörige Gebiet Staatswald Galm.

## Bevölkerung
Mit 415 Einwohnern (Stand 31. Dezember 2015) gehörte Jeuss zu den kleinen Gemeinden des Kantons Freiburg. Von den Bewohnern sind 90,9 % deutschsprachig, 4,1 % französischsprachig, und 1,8 % sprechen Portugiesisch (Stand 2000). Die Bevölkerungszahl von Jeuss belief sich 1900 auf 216 Einwohner. Im Verlauf des 20. Jahrhunderts pendelte die Bevölkerungszahl im Bereich zwischen 230 und 260 Einwohnern. Erst seit 1980 (239 Einwohner) wurde ein deutliches Bevölkerungswachstum mit fast einer Verdoppelung der Einwohnerzahl innerhalb von 25 Jahren verzeichnet.
Einwohnerzahlen: Volkszählungsdaten

## Wirtschaft
Jeuss war bis in die zweite Hälfte des 20. Jahrhunderts ein vorwiegend durch die Landwirtschaft geprägtes Dorf. Noch heute haben der Ackerbau, der Obstbau und die Viehzucht einen wichtigen Stellenwert in der Erwerbsstruktur der Bevölkerung. Weitere Arbeitsplätze sind im lokalen Kleingewerbe und im Dienstleistungssektor vorhanden, unter anderem in Betrieben der Elektrobranche und des Gerüstbaus. Jeuss ist seit 1907 Standort des Alters- und Pflegeheims Galmguet, das für sämtliche Gemeinden der Umgebung dient. Ein Neubau wurde 1986 errichtet, ein weiterer Ausbau erfolgte 2017 bis 2020. In den letzten Jahrzehnten hat sich das Dorf auch zu einer Wohngemeinde entwickelt. Viele Erwerbstätige sind deshalb Wegpendler, die hauptsächlich in den Regionen Murten und Freiburg arbeiten.

## Verkehr
Die ehemalige Gemeinde ist verkehrsmässig recht gut erschlossen, obwohl sie abseits der grösseren Durchgangsstrassen an einer Verbindungsstrasse von Salvenach nach Laupen liegt. Der nächste Anschluss an die Autobahn A1 (Bern-Lausanne) befindet sich rund 6 km vom Ortskern entfernt. Durch eine Postautolinie, die von Murten nach Düdingen führt, ist Jeuss an das Netz des öffentlichen Verkehrs angebunden.

## Geschichte
Die erste urkundliche Erwähnung des Ortes erfolgte 1340 unter dem Namen Juentes. 1432 erschien die Bezeichnung Juus, und seit dem 16. Jahrhundert ist der heutige Ortsname überliefert. Jeuss war im Mittelalter Teil des Besitzes der Grafen von Thierstein. Später kam es an die Herrschaft Murten. 1475 gelangte das Dorf als Teil der Landvogtei Murten unter die gemeinsame Verwaltung der Stände Bern und Freiburg. Im Jahr 1765 wurden zahlreiche Häuser durch eine Feuersbrunst zerstört. Nach dem Zusammenbruch des Ancien Régime (1798) kam Jeuss an den Kanton Freiburg. Während der Helvetik und der darauf folgenden Zeit gehörte es zum Distrikt Murten, bevor es 1848 mit der neuen Kantonsverfassung in den Seebezirk eingegliedert wurde.

## Bilder

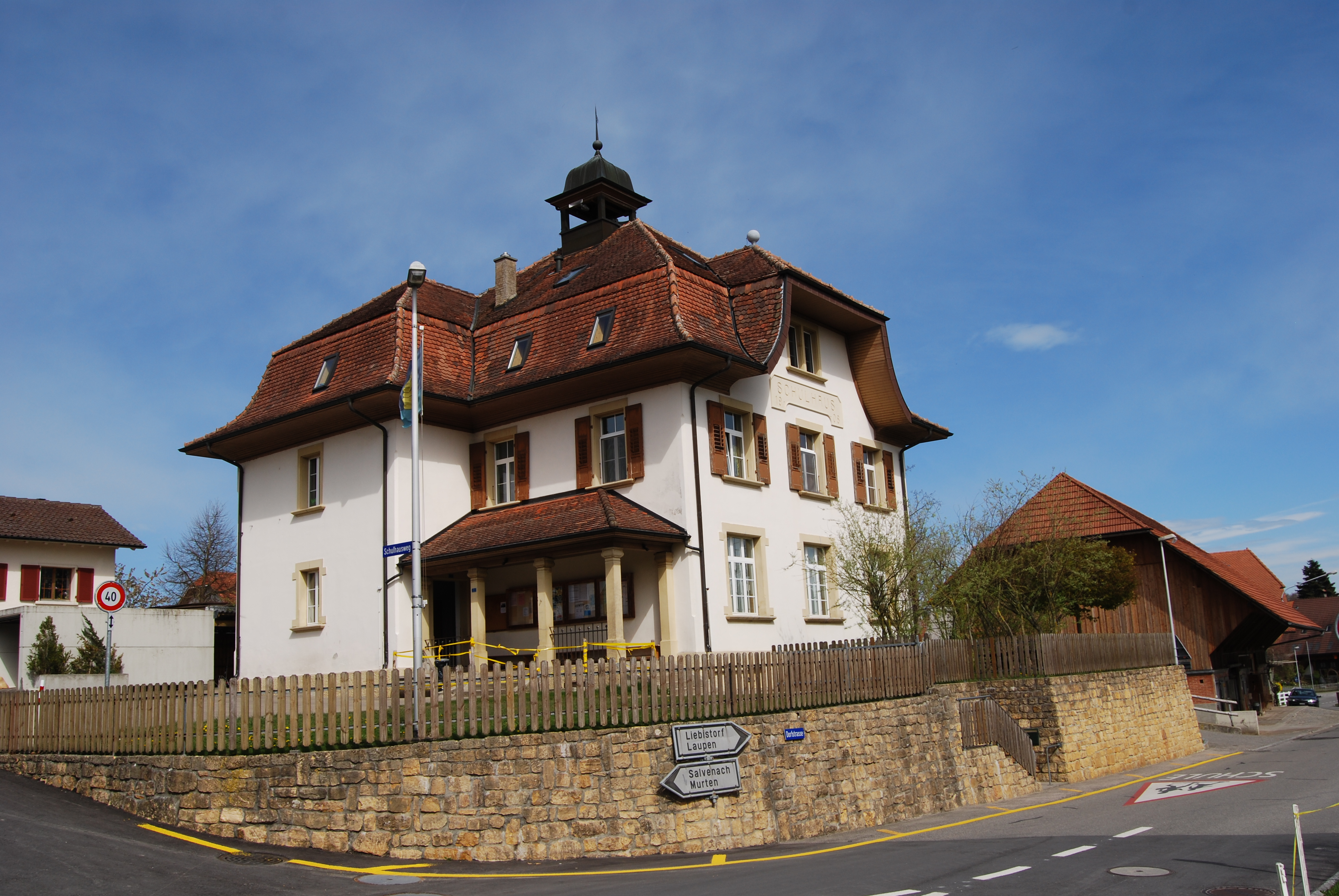
Schulhaus
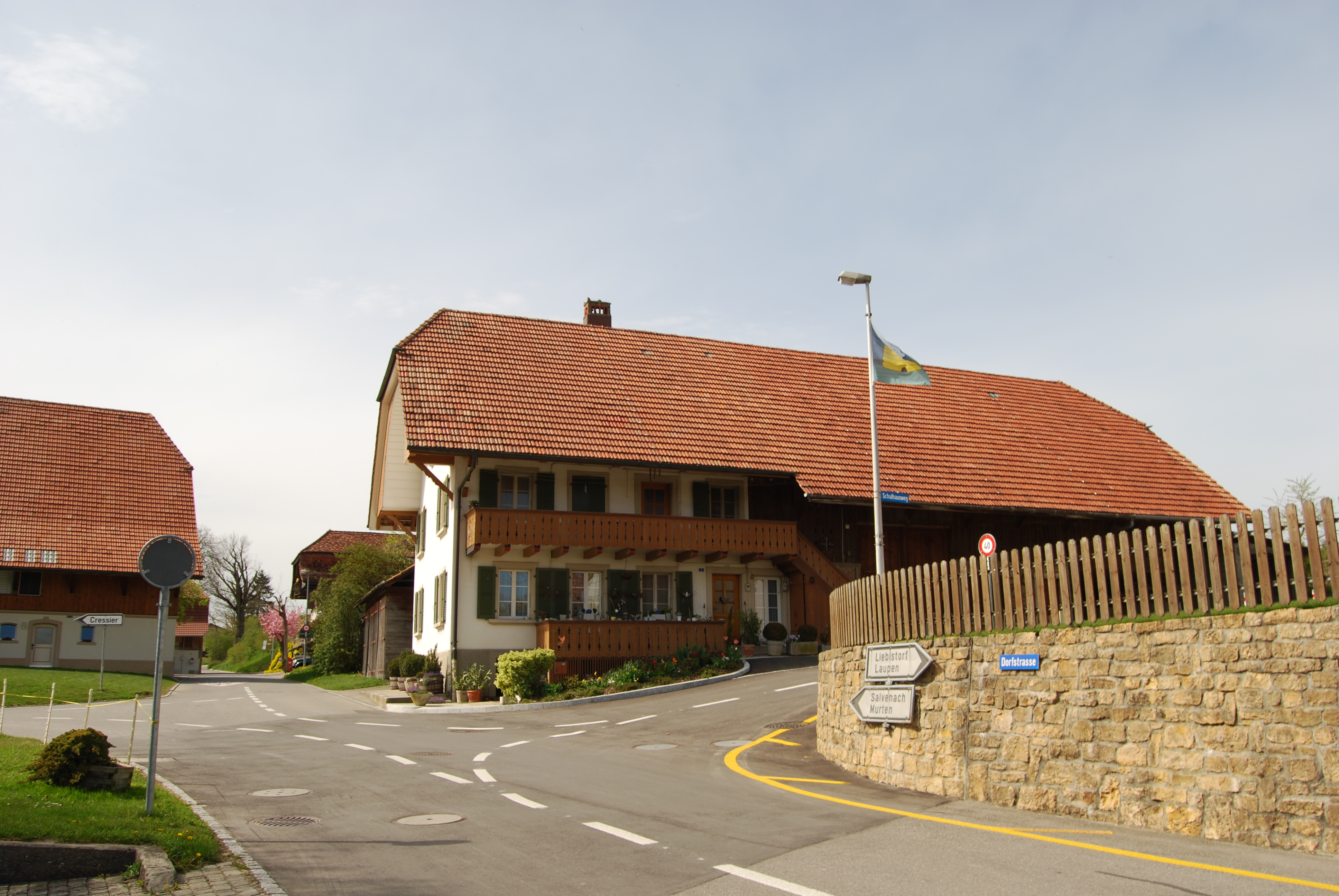
Dorfzentrum
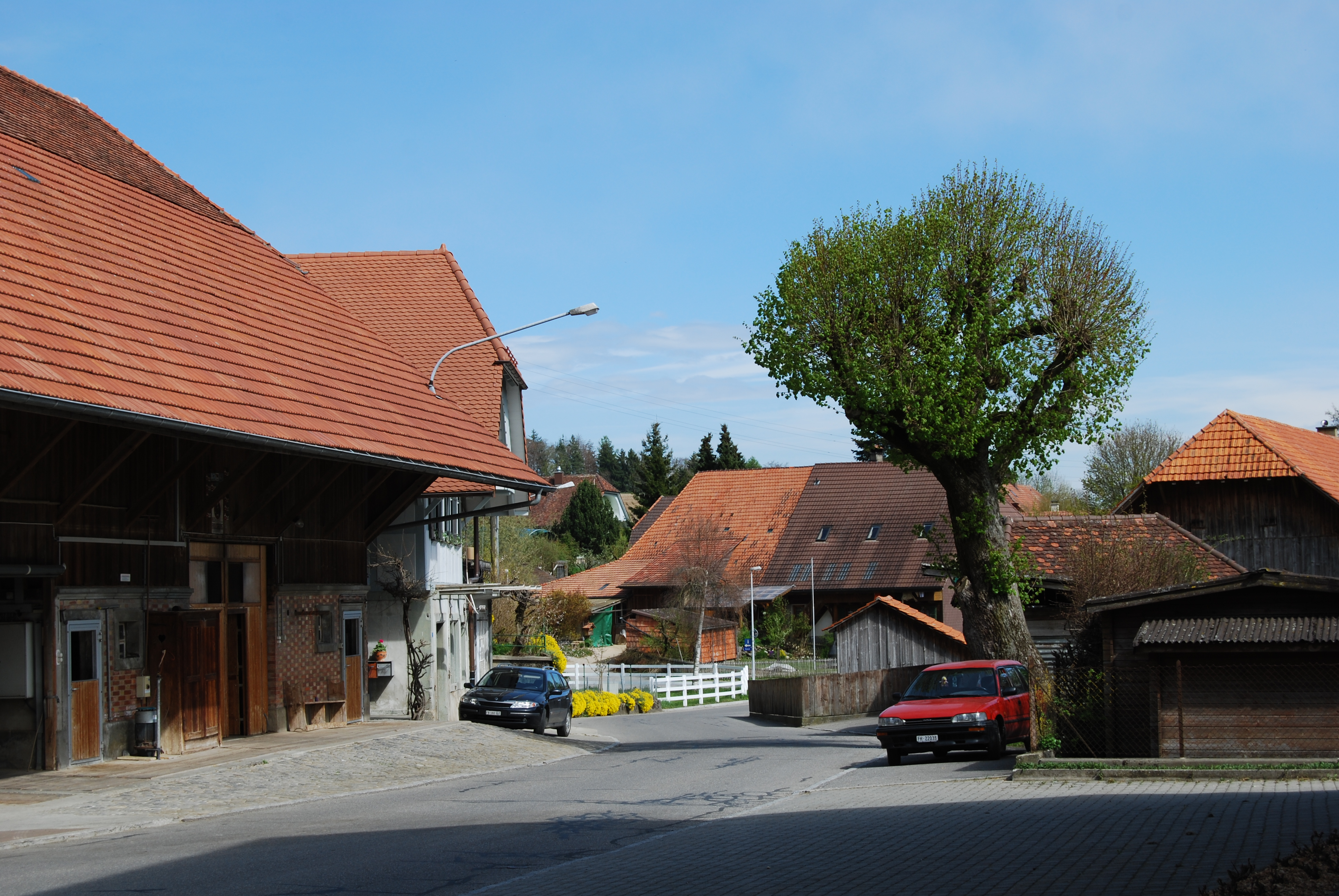
Dorfzentrum
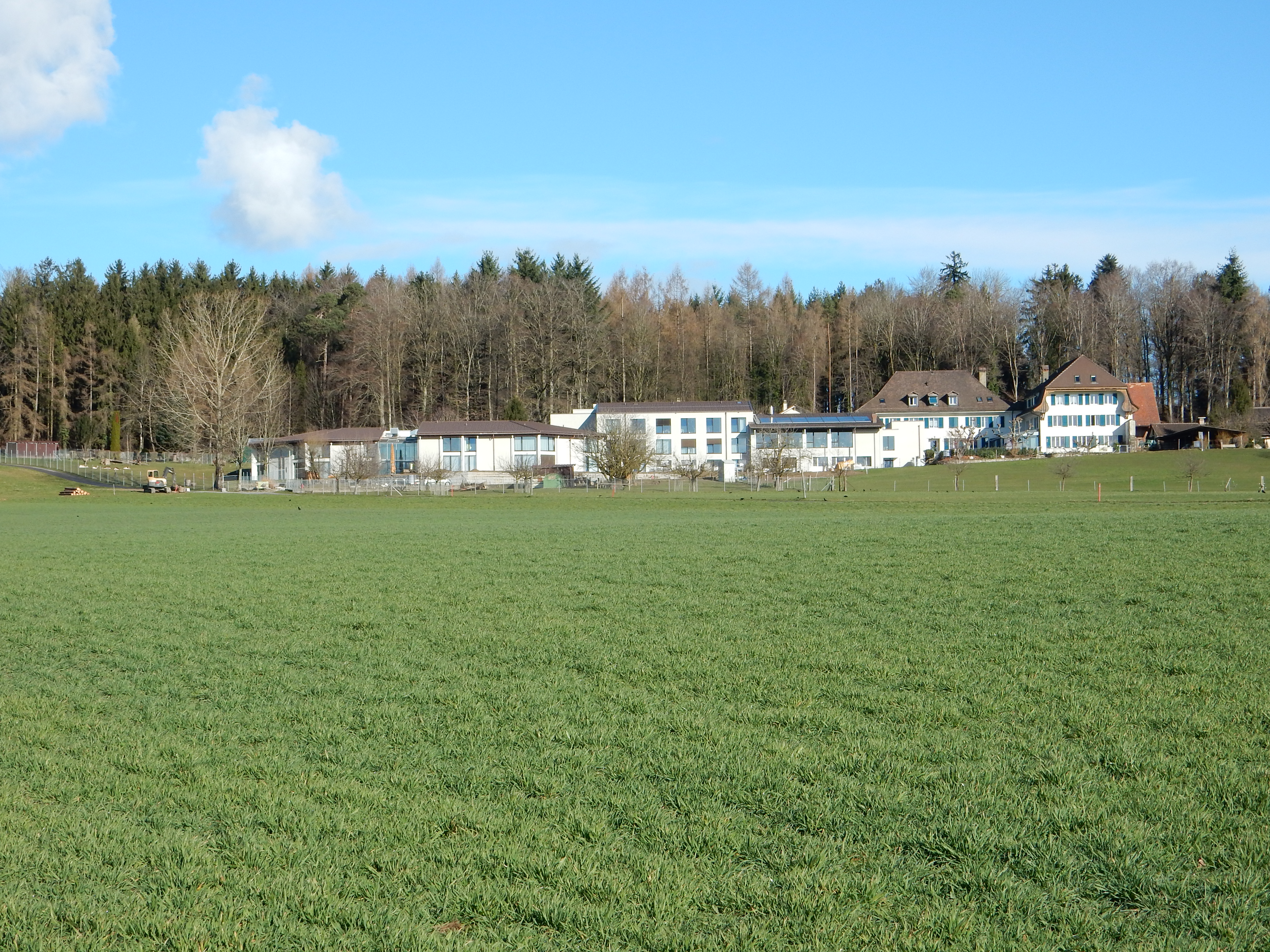
Galmguet vor dem Staatswald Galm